# István Csávás
István Csávás (ur. 18 września 1940) – węgierski skoczek narciarski. Brat László Csávása
W styczniu 1960 wziął udział w zawodach międzynarodowych w Klingenthal, w których zajął 27. miejsce. Jego późniejsze starty miały miejsce niemal wyłącznie w Zakopanem, startował regularnie w Memoriale Bronisława Czecha i Heleny Marusarzówny. Najwyższe miejsce zajął 20 marca 1966 (28. pozycja). Ostatni raz w memoriale wystąpił w 1971 (46. i 35. miejsce). W kwietniu 1967 wystąpił jeszcze w zawodach w Oberwiesenthal, w których zajął 67. miejsce.
W 1959 zdobył indywidualne mistrzostwo Węgier w skokach narciarskich.